# Julius Wellhausen
Julius Wellhausen (født 17. maj 1844 i Hameln i Niedersachsen , død 7. januar 1918 i Göttingen) var en tysk protestantisk teolog og orientalist, professor blandt andet i Marburg og Göttingen.
Han foretog kilde- og traditionskritiske studier i Mosebøgerne, et arbejde der fik stor indflydelse på forskningen i Det Gamle Testamente.
I 1878 kom hans bog Geschichte Israels, 'Israels historie', som ophidsede hele den teologiske verden. Han sammenfattede og systematiserede en hel generations studier. Målet var at se den israelitiske religions udvikling som en historisk helhed. Hertil anvendte han litterærkritisk analyse med den hensigt at skelne mellem de kilder som Det Gamle Testamente er sammensat af. En betegnelse for denne opfattelse er [[Firekildehypotesen (Det Gamle Testamente)|firekildeteorien]] (eller firekildehypotesen, den litterærkritiske kildesondringshypotese).
Med Wellhausens formulering af denne sondring mellem kilderne ud fra litterær-kritiske overvejelser, vandt opfattelsen stor udbredelse, men mødte også kritik fra forskere der stadig mente at Moses måtte anses for forfatteren til Mosebøgerne.
Wellhausen-skolen fik følgeskab af andre, blandt andet den såkaldte religionshistoriske skole der især betonede slægtskabet med nærorientens andre religioner.
Derudover kan man nævne at der i sidste halvdel af 1800-tallet fandt mange arkæologiske undersøgelser sted der også bidrog til at belyse orientens historie og kulturliv på en sådan måde at Israels omverden trådte klart frem. Andre orienterede sig mod at undersøge den mundtlige traditions historie, heriblandt den tyske teolog Hermann Gunkel (1862–1932).